# Калтахчян, Павел Сергеевич
Па́вел Серге́евич Калтахчя́н (арм. Պավել Սերգեյի Ղալթախչյան, 8 января 1950, Баку) — армянский государственный деятель.
- 1967—1972 — Ереванский государственный университет, экономист.
- 1972—1975 — работал на Абовянском заводе «Измеритель» инженером-экономистом, инженером-программистом.
- 1975 — был старшим экономистом Абовянского объединения «Котайк».
- 1975—1985 — старший экономист Ереванского электроаппаратного завода, главный бухгалтер.
- 1985—1991 — работал в управлении делами Совета Министров Армянской ССР, главным бухгалтером.
- 1991—1993 — работал в комитете по управлению государственным имуществом, заместителем председателя, первым заместителем.
- 1993—1997 — работал в управлении государственным имуществом Армении, начальником отдела.
- 1997—2000 — был министром по управлению государственным имуществом Армении.
- С 2000 — Российско-Армянский государственный университет, преподаватель экономики.
- С 2004 — заместитель председателя государственной комиссии по экономической конкуренции Армении.

## Награды
- Медаль Анании Ширакаци.
- Медаль Признательности[арм.] (28 декабря 2016 года) — за многолетнюю добросовестную и эффективную работу[1].
- Медаль «За вклад в развитие Евразийского экономического союза» (29 мая 2019 года, Высший Евразийский экономический совет)[2].